# Nuevo cine argentino
El Nuevo Cine Argentino (o NCA) es un movimiento artístico que surgió en el cine de Argentina a partir de mediados de los años 90. Se llama así a un conjunto de películas estrenadas en esa época y al conjunto de sus directores, e incluso al devenir de dichas películas.  El NCA representó un quiebre con respecto al cine argentino de los años 1980 y principios de los 90, al introducir nuevos elementos narrativos y un marcado estilo realista. Entre los principales directores del movimiento se pueden citar a Israel Adrián Caetano, Bruno Stagnaro, Daniel Burman y Lucrecia Martel.

## Características
El nuevo cine argentino se constituyó como un ámbito en el que se representan y se discuten las transformaciones sociales. Este elemento será el hilo conductor en las producciones que empezaron a sucederse a mediados de los 90: la búsqueda de una descripción crítica de un mundo en transformación. Existen pautas comunes que caracterizan y destacan fuertemente al Nuevo Cine Independiente Argentino. Entre ellas se encuentra la forma del relato, que rompe con la linealidad y juega, en las historias contadas, con la suerte y el azar. Se pasa de lo previsible a lo inesperado, a la sorpresa, que también es una característica de la realidad social: no se sabe qué acontecerá en el futuro. Y esta premisa es trasladada al audiovisual, con distintas estrategias, como son la creación de un realismo donde la sociedad es reflejada en su fragmentación e individualismo posmoderno, y en donde la cotidianidad de los personajes y las historias que transitan se transforman en el hilo conductor del film.
Entre sus principales características destacan una mayor utilización del plano secuencia; trabajo con actores no profesionales, se privilegia los exteriores. En lo narrativo desaparece la figura del héroe, hay una objetividad con respecto a cuestiones morales, políticas o ideológicas; se repudia la denuncia directa; se privilegia el instante, el presente. Es un cine de expresión y no de representación.
Se encuentra indisolublemente ligado a la palabra «independiente». Sin embargo, el concepto detrás del término varía cuando se aplica a esta corriente cinematográfica: puede ser considerado independiente en sus modos de producción -aunque en varias ocasiones el Estado Argentino lo subsidie, o independiente en la marginalidad de su estética y temas, pero no en cuanto a su inserción al circuito nacional e internacional de festivales, al cual se circunscribe. Muchas de las películas filmadas en este período fueron producciones costeadas por los mismos directores. Un ejemplo es Bolivia de Israel Adrián Caetano, que utilizó rollos de película que habían sobrado de otra producción.

## Historia

### Antecedentes
Las bases de este cine provienen de la influencia del neorrealismo italiano de la posguerra, la nouvelle vague francesa, y a nivel continental y nacional en el Nuevo Cine Latinoamericano de la década del '60, además de la «Generación del sesenta» (principalmente el Grupo de Cine Liberación en Argentina), cuya obra también fue llamada en su momento Nuevo Cine Argentino.

### Surgimiento del nuevo cine argentino
El sintagma Nuevo Cine Argentino (NCA) rápidamente se impuso al de «Generación del noventa», que había sido inicialmente propuesto como una referencia por oposición al de «Generación del sesenta», movimiento cinematográfico renovador (ver Antecedentes) que tuvo lugar aproximadamente de 1955 a 1969.
El término Nuevo Cine Argentino fue primeramente acuñado por la crítica y aparece como título del libro de Horacio Bernardes, Diego Lerer y Sergio Wolf Nuevo cine argentino: Temas, autores y estilos de una renovación, publicado por primera vez en 2002. En 2003 Fernando Martín Peña publicó su libro Generaciones 60/90. Cine Argentino Independiente, el cual se proponía acercar a las generaciones del sesenta con las del noventa, encontrando continuidades que contrarrestan la pretensión de "orfandad" estilística que sostenían muchos de los realizadores del NCA.
El puntapié inicial del movimiento lo da Martín Rejtman, escritor y cineasta, con su primera película, Rapado. Filmada en 1991 pero estrenada comercialmente en 1996, se basa en el libro homónimo de relatos de Rejtman. Minimalista al extremo, la simple puesta del filme sienta las bases para gran parte del cine que vino después. Otros antecedentes fílmicos son Picado fino (Esteban Sapir, 1995), las películas de Raúl Perrone (Ángeles, 1992; Labios de churrasco, 1994) y las de Alejandro Agresti (El amor es una mujer gorda, 1987; Boda secreta, 1989; El acto en cuestión, 1993).
En 1994 se produce la sanción de la Ley de cine (ley N.º 24.377/94), que establece la autarquía del INCAA y la forma de financiamiento, lo que dio un impulso a la producción de películas con respecto a los años previos. El nuevo cine encontró dos aliados importantes en la crítica especializada (sobre todo de las revistas El amante y Film) y los festivales como el BAFICI y el Festival Internacional de Cine de Mar del Plata. Todos estos factores contribuyeron a consolidar este nuevo cine. Otro hecho paralelo de importancia fue la creación por Ley 25.119 de 1999 de la Cinemateca y Archivo de la Imagen Nacional (CINAIN).
En paralelo, durante este período se produce un crecimiento sostenido en el número de alumnos y de escuelas de cine en Argentina. Se produce una gran cantidad de cortometrajes y surgen dos importantes corrientes: el costumbrismo social, austero y realista, generalmente en blanco y negro; y un cine más ligado a indagar en cuestiones de identidad y género (conocido como Gender Cinema en otros países), personal e intimista.
En 1995, se estrena, bajo el nombre de Historias breves, un conjunto de cortos ganadores de un concurso del INCAA. Lo que empezó como una simple muestra pasó a tener una importante repercusión crítica y de público. Casi todos los realizadores tenían alrededor de veinticinco años, y habían pasado por alguna escuela de cine. Dentro de este proyecto se pueden citar los nombres de Israel Adrián Caetano, Bruno Stagnaro, Sandra Gugliotta, Daniel Burman, Lucrecia Martel y Ulises Rosell, que luego toman un rol preponderante en el movimiento del Nuevo Cine Argentino. 
Los primeros en llegar al largometraje son Caetano y Stagnaro, con el éxito de crítica y de público de Pizza, birra, faso (1997), y Daniel Burman con su ópera prima Un crisantemo estalla en Cincoesquinas (1997), una sorprendente aventura con toques de spaghetti western, que remite a un nuevo mundo, completamente ficcional e imaginario, ligado a una Latinoamérica mítica y mística. Pizza, birra, faso creó una vertiente costumbrista dentro del nuevo cine argentino que fue la más difundida y exitosa internacionalmente. En este marco se inscriben: Mundo grúa (1999, Pablo Trapero), Bonanza (2001, Ulises Rosell), Modelo 73 (2001, Rodrigo Moscoso), La libertad (2001, Lisandro Alonso) y Bolivia (Israel Adrián Caetano, 2001), entre otros títulos.
En la vertiente más experimental del nuevo cine argentino se destaca el nombre de Pablo César, quien dirigió obras importantes como la película surrealista-musical Fuego gris (1994), parcialmente basada en música original compuesta para el film por Luis Alberto Spinetta, y Afrodita, el jardín de los perfumes (1997), su relectura —con un estilo influenciado por Pier Paolo Pasolini— de un mito imaginario de Malí (África). Dentro de este estilo se puede mencionar también la ópera prima de Mariano Galperín 1000 boomerangs (1994), que aborda con un humor absurdo y sutil el paso de una banda de rock inglesa de paso por La Pampa. A esta película de Galperín le siguió Chicos ricos (2001), esta vez con el moderno aporte de la música original de Flavio Etcheto y la banda Trineo. Otro punto alto de esta vertiente es la ópera prima de Eduardo Capilla, + bien (2001), protagonizada por Gustavo Cerati y Ruth Infarinato, con una originalísima puesta visual y narrativa y la música original del mismo Cerati.
En lo que respecta a directoras mujeres se destaca la obra de Lucrecia Martel. La ópera prima de Martel, La Ciénaga (2000), fue producida por Pedro Almodóvar y, si bien tuvo escaso éxito comercial, fue bien recibida por la crítica internacional, ganando premios en el Festival de Cine de Sundance, La Habana y obteniendo una nominación al Oso de Oro en el Festival de Berlín. Se destacan también los cortos de Eloísa Solaas (Lila y Todas las cosas), Violeta Uman (Clarilandia, gotas de amor) y Albertina Carri (Barbie también puede estar triste) y los largometrajes de Daniela Cugliándolo (Herencia) y de Verónica Chen (Vagón fumador).
Agustín Campero, en su libro acerca del nuevo cine argentino Nuevo Cine Argentino. De «Rapado» a «Historias extraordinarias», señala el decaimiento del NCA entre 2005 y 2006, cuando empieza a percibirse un cierto anquilosamiento, estilización y repetición, señalando que al mismo tiempo van surgiendo desde los márgenes otras posibilidades de hacer cine en Argentina.

### Década del 2000
En los primeros años del siglo XXI aparecen nuevas películas de los directores fundacionales del nuevo cine argentino que fueron bien recibidas por la crítica: Fabián Bielinsky dirige Nueve reinas (2000) y El aura (2005); Lucrecia Martel estrena La niña santa (2004) y La mujer sin cabeza (2008); Pablo Trapero dirigió El bonaerense (2002) y Leonera (2008), entre otras películas; Lisandro Alonso, por su parte, dirigió Los muertos (2004), Fantasma (2006) y Liverpool (2008); a esto se le suman las películas de Caetano Un oso rojo (2002) y Crónica de una fuga (2006). A su vez, Stagnaro abandonó el cine para dedicarse a la televisión. Entre los nuevos cineastas se destaca Mariano Llinás, quien dirigió el documental Balnearios (2002) y el film de culto Historias extraordinarias (2008). En esa década, un hito aparte lo constituyó Nada por perder (2001), una película independiente dirigida por Quique Aguilar que fue pionera en materia de cinematografía digital, y es considerada años después de su estreno como una película de culto.

## Lista de películas consideradas como exponentes del Nuevo Cine Argentino
- La Ciénaga (Lucrecia Martel).
- Silvia Prieto (Martín Rejtman).
- Un oso rojo (Israel Adrián Caetano).
- Mundo Grúa (Pablo Trapero).
- El abrazo partido (Daniel Burman).
- La libertad (Lisandro Alonso).
- Picado fino ( Esteban Sapir).
- Pizza, birra, faso (Israel Adrián Caetano, Bruno Stagnaro).
- Los rubios (Albertina Carri).
- La Mecha (Raúl Perrone).
- Balnearios (Mariano Llinás).
- Un año sin amor (Anahí Berneri).
- Tan de repente (Diego Lerman).
- Monobloc (Luís Ortega).
- Yo no sé qué me han hecho tus ojos ( Sergio Wolf, Lorena Muñoz).
- Sábado (Juan Villegas).
- Extraño (Santiago Loza).
- Nueve Reinas (Fabián Bielinsky).
- Crónica de una fuga (Israel Adrián Caetano).
- El bonaerense (Pablo Trapero).
- Hoteles (Aldo Paparella).
- Rapado (Martín Rejtman).
- Como un avión estrellado (Ezequiel Acuña).
- El aura (Fabián Bielinsky).
- La niña santa (Lucrecia Martel).
- Leonera (Pablo Trapero).
- La mujer sin cabeza (Lucrecía Martel).
- Moebius ( Gustavo Mosquera R.).
- La Sonámbula, recuerdos del futuro (Fernando Spiner).
- La antena (Esteban Sapir).
- Historias extraordinarias (Mariano Llinás).
- Ostende (Laura Citarella).
- De nuevo otra vez (Romina Paula).
- La mujer de los perros (Laura Citarella).
- Juana a los 12 (Martín Shanly).
- El loro y el cisne (Alejo Moguillansky).
- El escarabajo de oro (Alejo Moguillansky, Fia-Stina Sandlund).
- Damiana Kryygi (Alejandro Fernández Mouján).
- Shakti (Martín Rejtman).
- Los guantes mágicos (Martín Rejtman).
- Dos disparos (Martín Rejtman).
- XXY (Lucía Puenzo).
- Bolivia (Israel Adrián Caetano).
- Un crisantemo estalla en cincoesquinas (Daniel Burman).

## Festivales y premios de cine vinculados con el nuevo cine argentino
- Premios Cóndor de Plata.
- Festival Internacional de Cine de Mar del Plata.
- Festival de Cine Latinoamericano Rosario .
- Festival Internacional de Cine Independiente de Buenos Aires.
- Buenos Aires Rojo Sangre.